# Koloman Moser

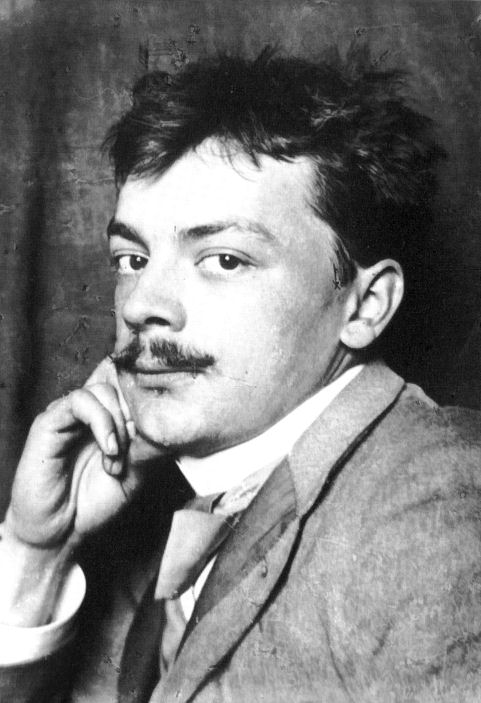
Koloman Moser, um 1894

Koloman Josef Moser (geboren 30. März 1868 in Wien, Österreich-Ungarn; gestorben 18. Oktober 1918 ebenda; auch Kolo Moser) war ein österreichischer Maler, Grafiker und Kunsthandwerker.

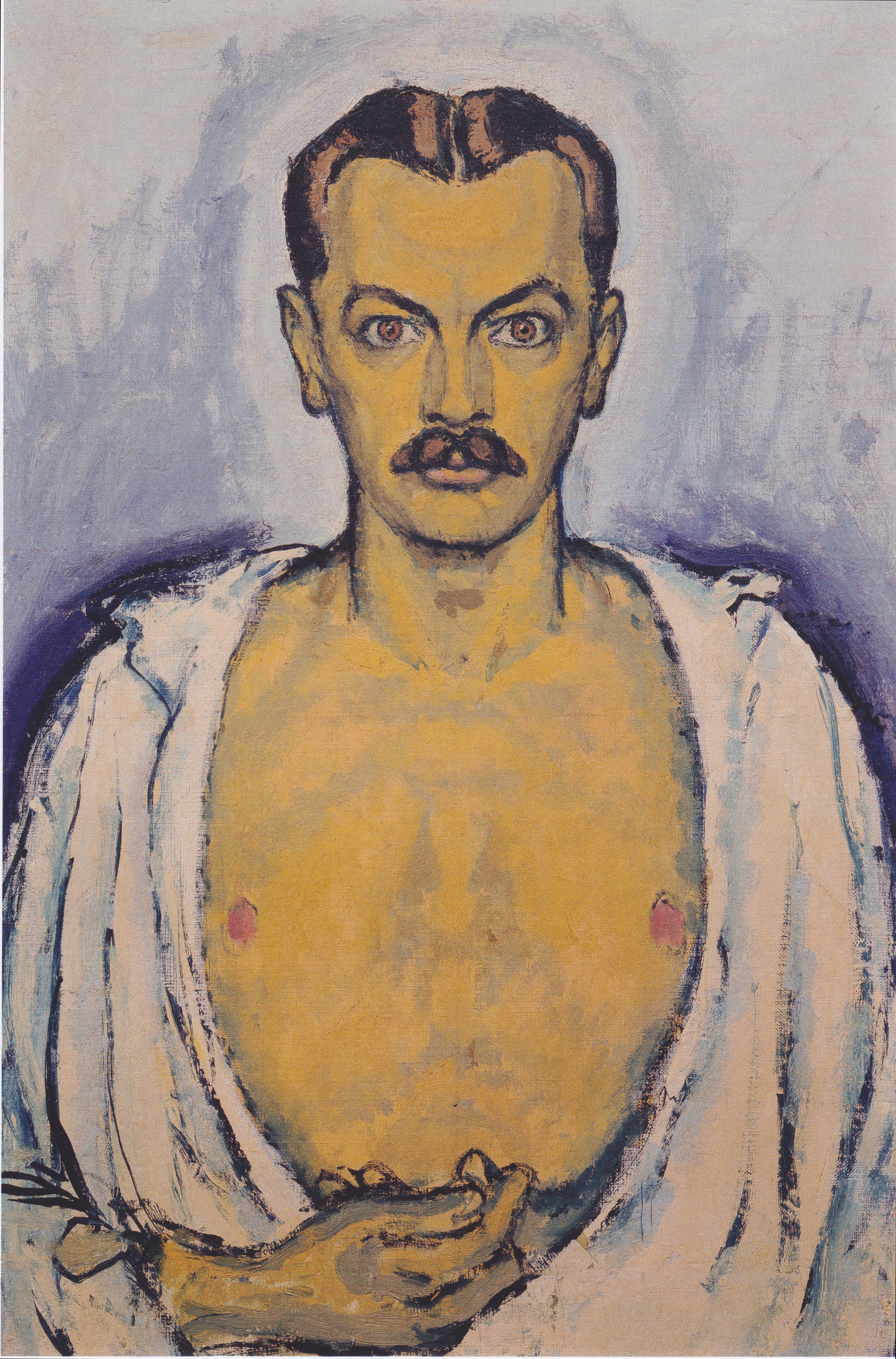
Selbstporträt, um 1915, Belvedere, Wien

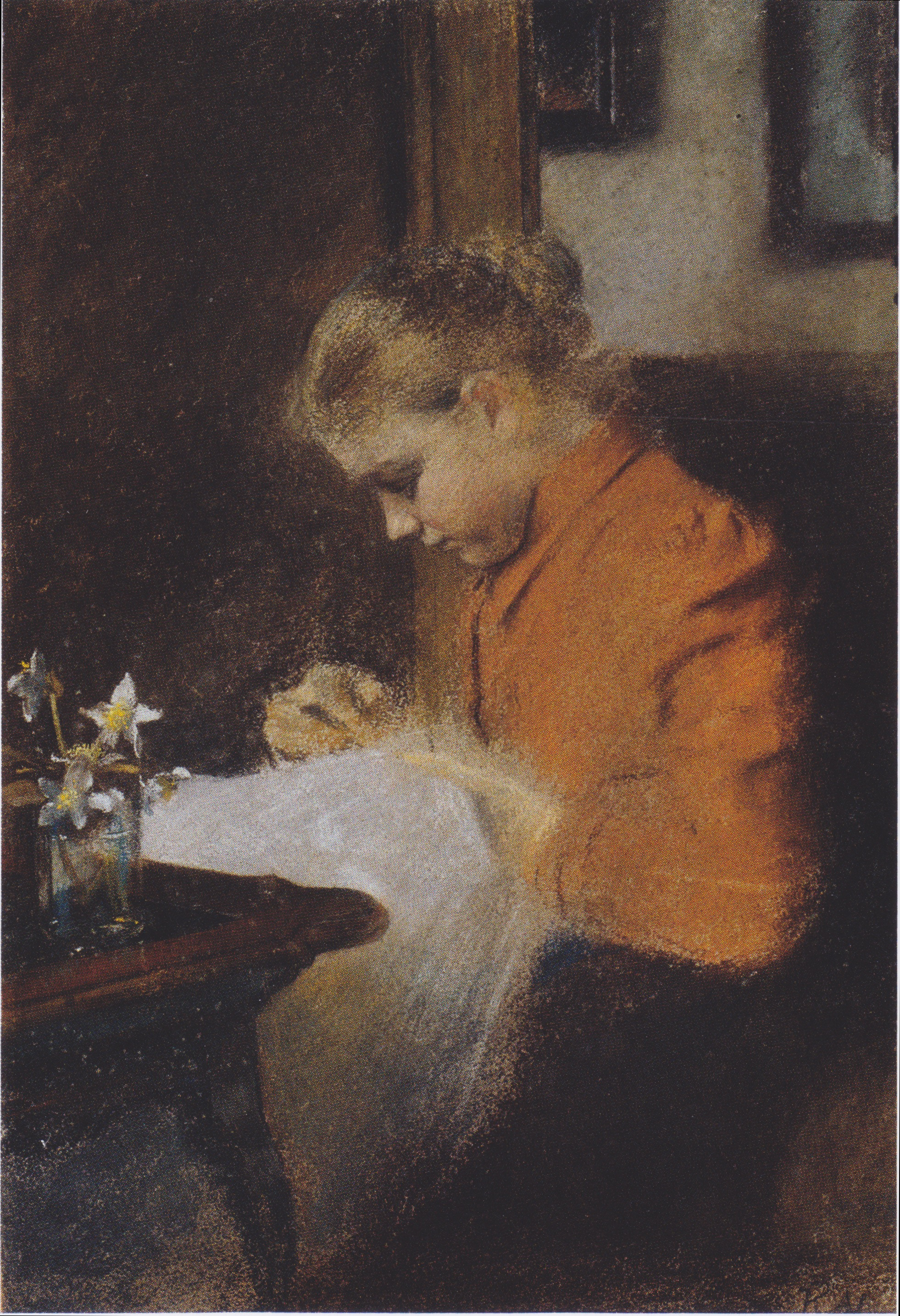
Leopoldine Steindl-Moser, Schwester des Künstlers, 1895, Belvedere, Wien

## Leben
Kolo Moser kam in einem Gebäude des Theresianums, im 4. Bezirk, Favoritenstraße 15, auf die Welt. Er war das älteste Kind von Josef Mathias Moser (* 3. August 1828; † 16. April 1888), dem Verwalter am Wiener Theresianum, und dessen zweiter Ehefrau Theresia, geb. Hirsch (1841–1926; Heirat am 22. Febr. 1868). Sie war die jüngere Schwester von Josef Mosers erster Ehefrau Anna geb. Hirsch (1833–1865; Heirat am 6. September 1862).
Am 4. April 1868 wurde Kolo Moser in der Paulanerkirche in Wien-Wieden auf die Namen Koloman Josef getauft. Er hatte zwei jüngere Schwestern, nämlich Charlotte (* 2. Juli 1869; † 8. Juni 1955) und Leopoldine (* 6. November 1877; † 13. Juli 1957).
Koloman besuchte nach der Grundschule die Handelsschule. Regelmäßigen Zeichenunterricht erhielt er dann an der Gewerbeschule auf der Wieden. Dem Wunsch seines Vaters, eine Anstellung in einem Wiener Seifen- und Parfümgeschäft anzunehmen, entzog er sich. Stattdessen meldete er sich 1885 heimlich an der Akademie der bildenden Künste Wien zur Aufnahmeprüfung an, die er bestand. 1886 bis 1889 studierte er an der Akademie bei Franz Rumpler, 1889 bis 1890 bei Christian Griepenkerl und 1890 bis 1893 bei Josef Mathias Trenkwald. Der Vater starb 1888 im Alter von nur 59 Jahren. Das erforderte für die Familie den Auszug aus dem Theresianum in der Favoritenstr. 15. Seitdem lebten die Mutter und ihre drei Kinder in einer kleinen Mietwohnung im 3. Bezirk, in der Stanislausgasse 5.
Zur Finanzierung des Familienhaushalts und um ab 1893 an der Kunstgewerbeschule ein weiteres Studium beginnen zu können, nahm Moser zahlreiche Illustrationsaufträge bei Kunstzeitschriften an, wie der Wiener Mode oder den Meggendorfer-Blättern. Dazu gehört auch, dass er auf Empfehlung seines Lehrers Josef Mathias Trenkwald 1892 und 1893 die Stelle eines Zeichenlehrers der beiden Töchter des Erzherzogs Karl Ludwigs von Österreich auf Schloss Wartholz in der Reichenau an der Rax übernahm.
1892 bis 1897 war Moser Mitglied im Siebener-Club, aus dem später die Wiener Secession entstehen sollte. Von 1893 bis 1895 studierte Moser bei Franz von Matsch an der Kunstgewerbeschule, wo er ab 1899 auch selbst unterrichtete. 1896 wurde er in die Genossenschaft der bildenden Künstler im Wiener Künstlerhaus aufgenommen, trat aber bereits nach einem halben Jahr wieder aus. In dieser Zeit arbeitete er an Beiträgen für Martin Gerlachs Mappenwerk „Allegorien. Neue Folge“. 1897 war Moser Mitbegründer der Wiener Secession und gewann den Wettbewerb zur Ausgestaltung der Vignette für den Briefkopf. Über die Zeitschrift der Secession, Ver Sacrum, nahm er maßgeblichen Einfluss auf Konzeption und Gestaltung der Arbeit und stellte bis 1903 ca. 140 Illustrationen zur Verfügung. In den Folgejahren kümmerte er sich, teils allein, teils mit anderen Künstlern, um die Veranstaltungen, Ausstellungen und die Organisation der Wiener Secession. Als im November 1898 das Gebäude der Secession eröffnet wurde, konnte der von Moser entworfene Fassadenschmuck in Form stilisierter Eulen, Bäume und des Frieses der Kranzträgerinnen sowie das figurale Glasfenster in der Eingangshalle bewundert werden.
Im Herbst 1897 unternahm Moser eine Reise über München, Nürnberg und Bamberg nach Leipzig, Dresden und Prag. Zwischendurch arbeitete er am Entwurf weiblicher Porträtmedaillons als Allegorien der Tugenden, die für das 1898 fertiggestellte Wohn- und Geschäftshaus des Architekten Otto Wagner bestimmt waren. Auch fertigte er mehrere Entwürfe zur Textilgestaltung für die österreichische Firma Joh. Backhausen & Söhne – einen renommierten Textilhersteller – an. Kolo Moser war in jenen Jahren hauptsächlich kunstgewerblich tätig. Weitere Entwürfe eines figuralen Glasfensters für das Geschäftslokal von Josef Hoffmann und Entwürfe für die Glasgestaltung des k.k. Hoflieferanten E. Bakalowits & Söhne folgten 1899. Dabei wurde er von dem in der Wiener Secession ausstellenden schottischen Künstlerpaar Charles Rennie Mackintosh und Margaret MacDonald Mackintosh und der englischen Arts-&-Crafts-Bewegung beeinflusst. 1899 reiste Moser wiederum nach Prag, Dresden und auch Berlin. 1900 fuhr er über München und Straßburg zur Pariser Weltausstellung. 1901 besuchte er gemeinsam mit Ludwig Bakalowits die böhmischen Glasfabriken in Klostermühle und Winterberg und reiste mit Carl Moll nach Dresden.
Seine Ernennung zum Professor für dekoratives Zeichnen und Malen an der Kunstgewerbeschule im Jahr 1900 war ein folgerichtiger Schritt in Anerkennung seiner bisherigen künstlerischen Arbeit. Neben seiner Unterrichtstätigkeit und der Förderung künstlerischen Nachwuchses waren auch die nächsten Jahre sehr stark von handwerklich-gestalterischen Aufgaben geprägt. So fertigte er für den Möbel- und Innenausstatter-Betrieb der Firma Portois & Fix eine Serie von Möbelentwürfen, für die renommierte Wiener Porzellanmanufaktur Josef Böck stellte er Gestaltungsentwürfe bereit und fertigte 1901 ein figurales Glasfenster für das Hotel „Bristol“ in Warschau an. Auch erschloss er sich weitere Aufträge im Bereich des Wiener Theaters. Für Felix Saltens „Jung-Wiener Theater“ stellte er 1901 Entwürfe für Bühnenbilder, Kostüme, Plakate und Programme bereit.
1902 bezog Moser mit seiner Mutter und Schwester das von Josef Hoffmann erbaute Wohnatelier auf der Hohen Warte in Wien 19., Steinfeldgasse 6, neben der Doppelhaushälfte Steinfeldgasse 8, wo Carl Moll wohnte. Die Wohnung wurde von Moser nach seinen eigenen Entwürfen möbliert. Im Sommer bereiste er Abbazia, Lovran, Triest, Venedig und Padua. Möbelentwürfe für die Korbwarenfabrik Prag-Rudniker und die Bugholzfirma Jacob & Josef Kohn, die gemeinsam mit Josef Hoffmann vorgenommene Ausgestaltung der Villa des Textilunternehmers Fritz Wärndorfer folgten.
1903 gründete Josef Hoffmann gemeinsam mit Kolo Moser und dem Industriellen Fritz Wärndorfer die Wiener Werkstätte. Diese hatte zum Ziel, das Kunsthandwerk gegenüber der industriellen Produktion zu fördern. Nach Entwürfen von Kolo Moser wurden dort Möbel, Schmuck, Leder- und Metallarbeiten, Spielzeug, Bucheinbände und weitere der Kunst verpflichtete Arbeiten ausgeführt. Für die Werkstätte selbst entwarf er zwei figurale Glasfenster „Regen und Sonnenschein“. Im Sommer reiste Moser wieder mit Moll über München nach Bern, wo er zum ersten Mal mit Ferdinand Hodler und Cuno Amiet zusammentraf, Basel, Paris, Brügge, Scheveningen, Antwerpen, Lübeck und Hamburg. 1904 fuhr er mit seiner späteren Frau Ditha (1883–1969) und deren Mutter Editha Mautner von Markhof (1846–1918) nach Riva an den Gardasee, nach Verona und Venedig. Im September war er in Berlin, wo die erste Ausstellung der Wiener Werkstätte von ihm gestaltet wurde.
Am 14. Juni 1905 trat Moser mit der Klimt-Gruppe aus der Wiener Secession aus. Er heiratete am 1. Juli 1905 die vermögende Industriellentochter Ditha Mautner von Markhof und wechselte wegen dieser Hochzeit seine Konfession. Die Mautner Markhofs waren multikonfessionell. Die Hochzeitsreise führte das junge Paar ins Salzkammergut nach Hallstatt und St. Gilgen zu Carl Moll. Moser übersiedelte von seinem Haus auf der Hohen Warte auf die Landstraßer Hauptstraße 138 in eine Wohnung im Gartentrakt des Palais Mautner Markhof, die er ebenfalls wieder nach eigenen Entwürfen einrichtete. Die junge Familie hielt sich auch oft in der Villa der Mautner Markhofs auf dem Semmering auf. Am 21. August 1906 wurde der älteste Sohn Karl († 26. Februar 1976) geboren. Im November des gleichen Jahres erschien die von Moser entworfene Briefmarkenserie für Bosnien-Herzegowina. 1907 verließ Moser die Wiener Werkstätte wegen Differenzen mit Fritz Wärndorfer und begann sich seither wieder mehr der Malerei zu widmen. Im Sommer reiste er wieder nach Venedig und Padua, 1908 gemeinsam mit seiner Frau und Hermann Bahr ebenfalls nach Venedig. Am 1. Juli 1909 wurde der zweite Sohn Dietrich geboren, der bereits mit fast 16 Jahren am 21. Juni 1925 starb.

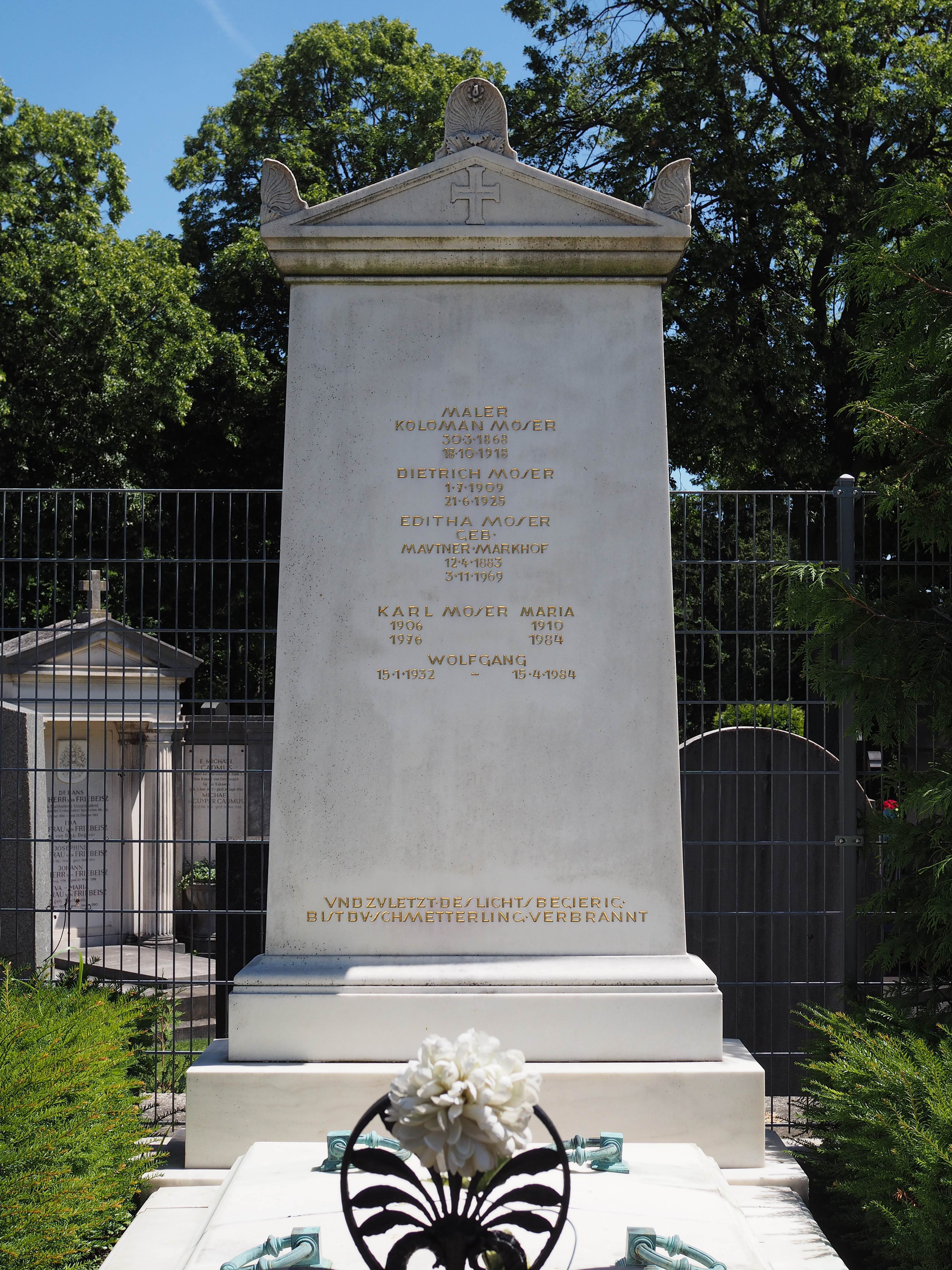
Grab Koloman und Ditha Moser auf dem Hietzinger Friedhof

Einen ersten Preis erhielt er 1907 für seinen Entwurf zur Ausmalung der Heilig-Geist-Kirche in Düsseldorf. Dieser Auftrag wurde aber dann nicht ausgeführt. Im folgenden Jahr führte er am Wiener Gericht einen Plagiats-Prozess gegen den Maler Carl Ederer. Nach seinem Konfessionswechsel 1905 war ihm vom beauftragten Prälat Heinrich Swoboda der Auftrag zur Ausgestaltung des Hochaltars in der Kirche am Steinhof Wien entzogen worden. Da der Entwurf von Carl Ederer fast dem bereits von Moser eingereichten und mit dem Kirchenoberhaupt besprochenen Entwurf glich, hatte er Klage eingereicht. Der Prozess endete dann mit einem Vergleich und einer Entschuldigung Mosers mit Bezug auf die „Unkenntnis der Umstände“. 1908 nahm Moser an der von der Klimt-Gruppe organisierten Kunstschau Wien teil, 1909 an der Internationalen Kunstschau in Wien und an der Ausstellung für christliche Kunst in Düsseldorf. 1911 hatte er seine einzige Einzelausstellung in der Galerie Miethke in Wien und nahm auch an der Internationalen Kunstausstellung in Rom teil. Im gleichen Jahr entwarf er eine Briefmarkenserie und Korrespondenzkarten zum 60. Regierungsjubiläum von Kaiser Franz Josef I. Aufträge zu Kostümentwürfen für das Wiener Kabarett Fledermaus, Vorschläge zur künstlerischen Gestaltung der 100-Kronen Banknote, die Ausstattung zur Aufführung der Oper „Der Musikant“ von Julius Bittner folgten. 1912 fuhr er an den Gardasee und nach Südtirol und nahm an der Großen Kunstausstellung in Dresden teil. Als er 1913 seinen Sohn Dietrich in ein Sanatorium in die Schweiz brachte, traf er dort erneut mit Ferdinand Hodler in Genf zusammen, der nunmehr einen großen Einfluss auf Mosers Malerei ausüben sollte. Einem erneuten Besuch in Venedig folgten Ausstellungsteilnahmen bei der 1. Internationalen Secessionsausstellung in Rom, der Großen Kunstausstellung in Düsseldorf und der Szenenkunstausstellung in Mannheim. 1916 stellte er bei der Wiener Kunstschau in Berlin aus und wurde Mitglied im Deutschen Künstlerbund.
1916 erkrankte Moser an Kehlkopfkrebs. Dass er sich selber vom Krankenbett aus Gedanken um seine Nachfolge in der Kunstgewerbeschule machte, zeigt die Korrespondenz mit Alfred Roller. Nur interimistisch leitete Adolf Michael Boehm die „Klasse Moser“. Nach der Ablehnung von Johannes Itten wurde der Münchner Maler Wilhelm Müller-Hofmann von Alfred Roller zum 1. Oktober 1919 auf Mosers Stelle berufen.
Kolo Moser starb am 18. Oktober 1918 in seiner Wohnung im 3. Bezirk (Landstraßer Hauptstraße 138), nachdem er jahrelang an seiner Krebserkrankung, „die ihm große Qualen bereitete, gelitten hatte“. Er wurde am 21. Oktober auf dem Hietzinger Friedhof beigesetzt (Lage des Grabes: Gruppe 16, Nr. 14D).

„Mit Koloman Moser ist einer der wenigen Meister der zusammenschmelzenden Klimt-Gruppe dahingegangen. […] Es ist zu vermuten, daß er vom Krieg in stärkster Weise betroffen wurde. Im Wienerischen mit seiner Liebe wurzelnd, fand seine Kunst die stärkste Anerkennung im Ausland, von dem er nun abgeschnitten wurde. […] Sein Reichtum an Ideen und Einfällen war ebenso groß wie sein dem Grotesken und Phantastischen nicht abgeneigtes Raffinement. Seine kühle Art verbarg ein heimliches Feuer, eine grüblerische Natur. Er war ein unermüdlicher Sucher nach neuen Formen und Ausdrucksweisen und geriet dabei zuweilen ins Absonderliche. […] Niemals ging er auf das Populäre aus. Er haßte das Triviale und die billige Tradition und liebte Wien mehr als Landschaft als in seinem architektonischen Charakter. Von seinen Linien und Formen sagte Moser, daß sie ein Fugenspiel darstellen, das der Zeichner mit seinen Arabesken ebenso anstellen kann wie der Musiker, der alle Möglichkeiten musikalischer Kombinationen ausprobieren will. In einem Buch der Ornamente hat Moser zuerst Proben einer eigenen künstlerischen Handschrift gegeben, Sachen voll geistvoller Einfälle, die eine unmittelbare Wirkung nicht anstrebten. Von der raffinierten Virtuosität ging er jedoch zu kunstgewerblichen Arbeiten über, schuf Möbel, Tischgefäße, Theaterdekorationen, gab dem modernen Plakat das Gepräge und Anregungen gingen von ihm aus, die weit über Oesterreich hinausreichten. Er suchte alles zu vereinfachen, aber es war ein Raffinement in dieser Einfachheit. […] Am prägnantesten konnte sich dieser Auslandsschwärmer nur im Wiener Dialekt ausdrücken. Das gab einen merkwürdigen Kontrast zu seiner magyarischen Physiognomie. Das ein wenig Herbe seines Wesens rührte davon her, daß er bereits in seiner frühesten Jugend um seine materielle und künstlerische Existenz ringen mußte. […] Er starb allzu früh, in einem Moment, in dem das neue Oesterreich sich vorbereitet. Wir haben den Verlust einer wahrhaft genialen und vielseitigen Begabung zu beklagen.“

## Nachleben

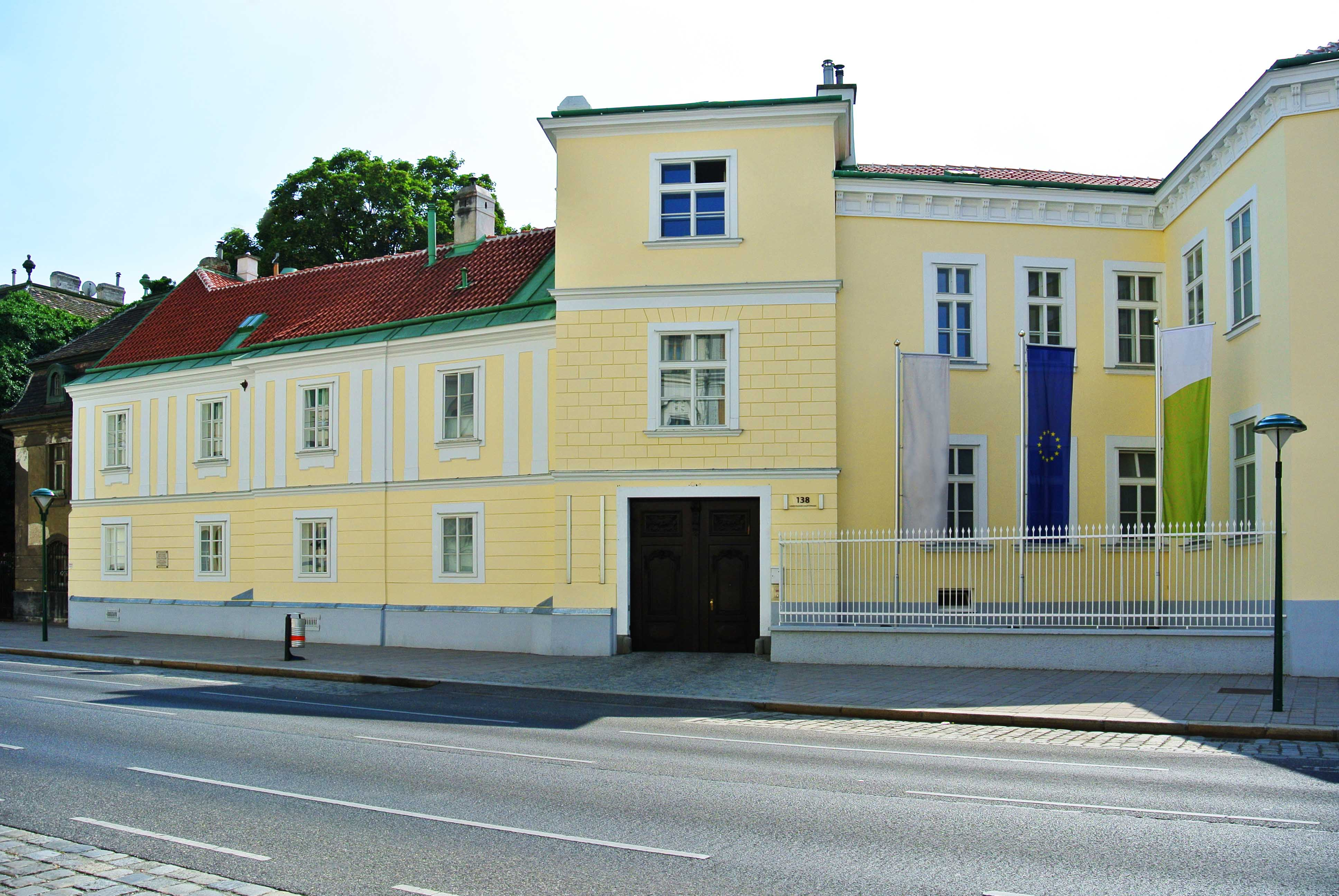
Landstraßer Hauptstraße 138, ehemals Wohnsitz Mosers

Zu seinen Ehren wurde 1969 die Kolo-Moser-Gasse in Wien-Donaustadt benannt. An seinem ehemaligen Wohnhaus in der Landstraßer Hauptstraße 138 befindet sich eine Gedenktafel.
1989 erschien die österreichische 500-Schilling-Gedenk-Münze Koloman Moser in Silber mit seinem Porträt auf der Vorderseite, gestaltet von Herbert Wähner. Die Rückseite ziert Koloman Mosers Glasfenster von 1898 zur Großen Halle des Wiener Secessionsgebäudes, das während des Zweiten Weltkrieges zerstört wurde; daher lag nur noch der Entwurf in Aquarell und Tusche vor. Dieser Entwurf symbolisiert „Die Kunst“ in Form eines geflügelten weiblichen Genius, er befindet sich heute im Eigentum des Österreichischen Museums für Angewandte Kunst.
Anlässlich seines 100. Todesjahres im Jahr 2018 würdigte das Museum für angewandte Kunst Wien Koloman Moser mit einer der bisher umfangreichsten Personalen zu seinem Werk (19. Dezember 2018–22. April 2019). Sie wurde danach im München im Museum Villa Stuck gezeigt (23. Mai–15. September 2019).

## Werke

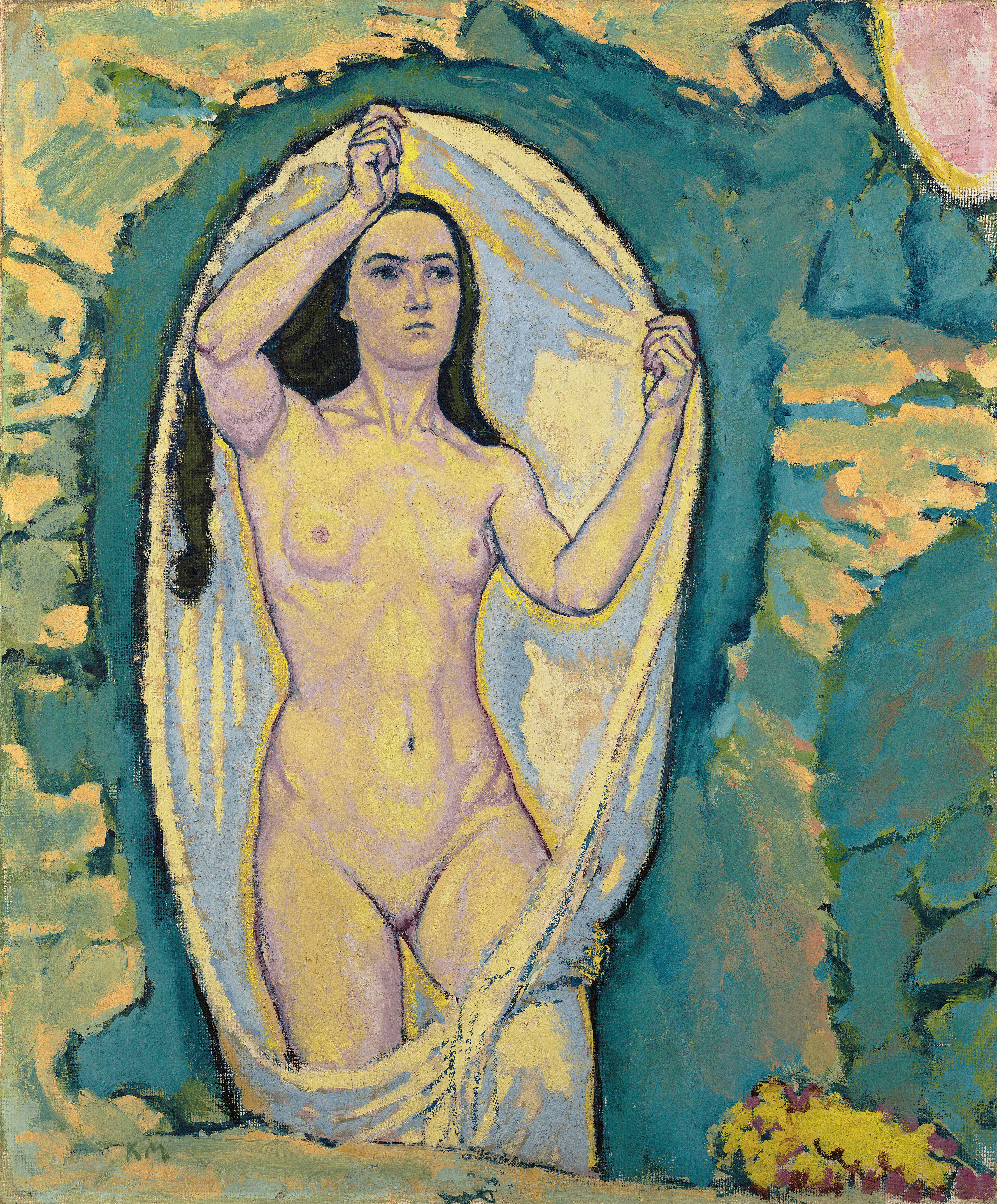
Venus in der Grotte, um 1914, Leopold Museum, Wien

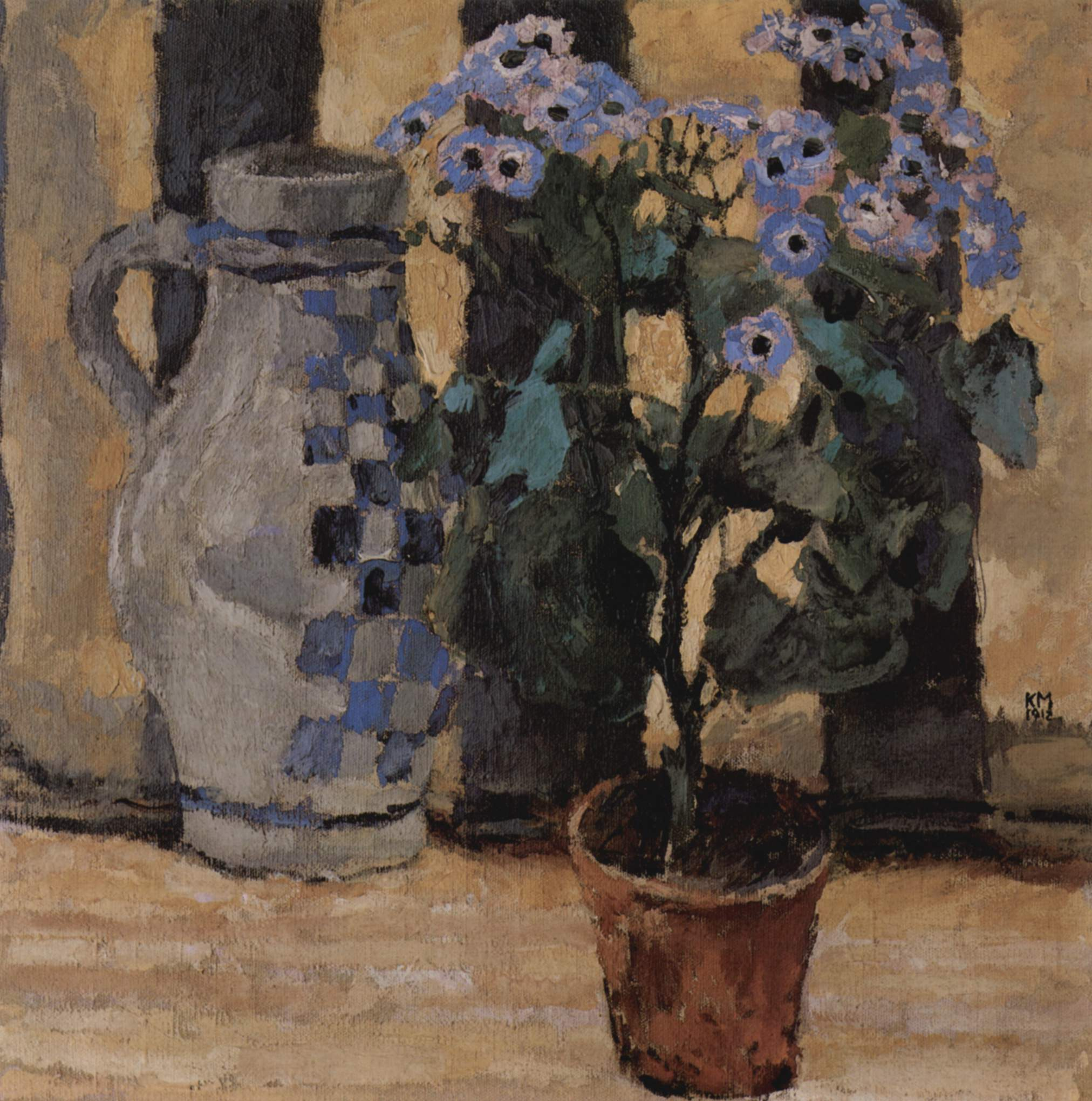
Blumenstock und Keramikkrug, 1912, Leopold Museum, Wien

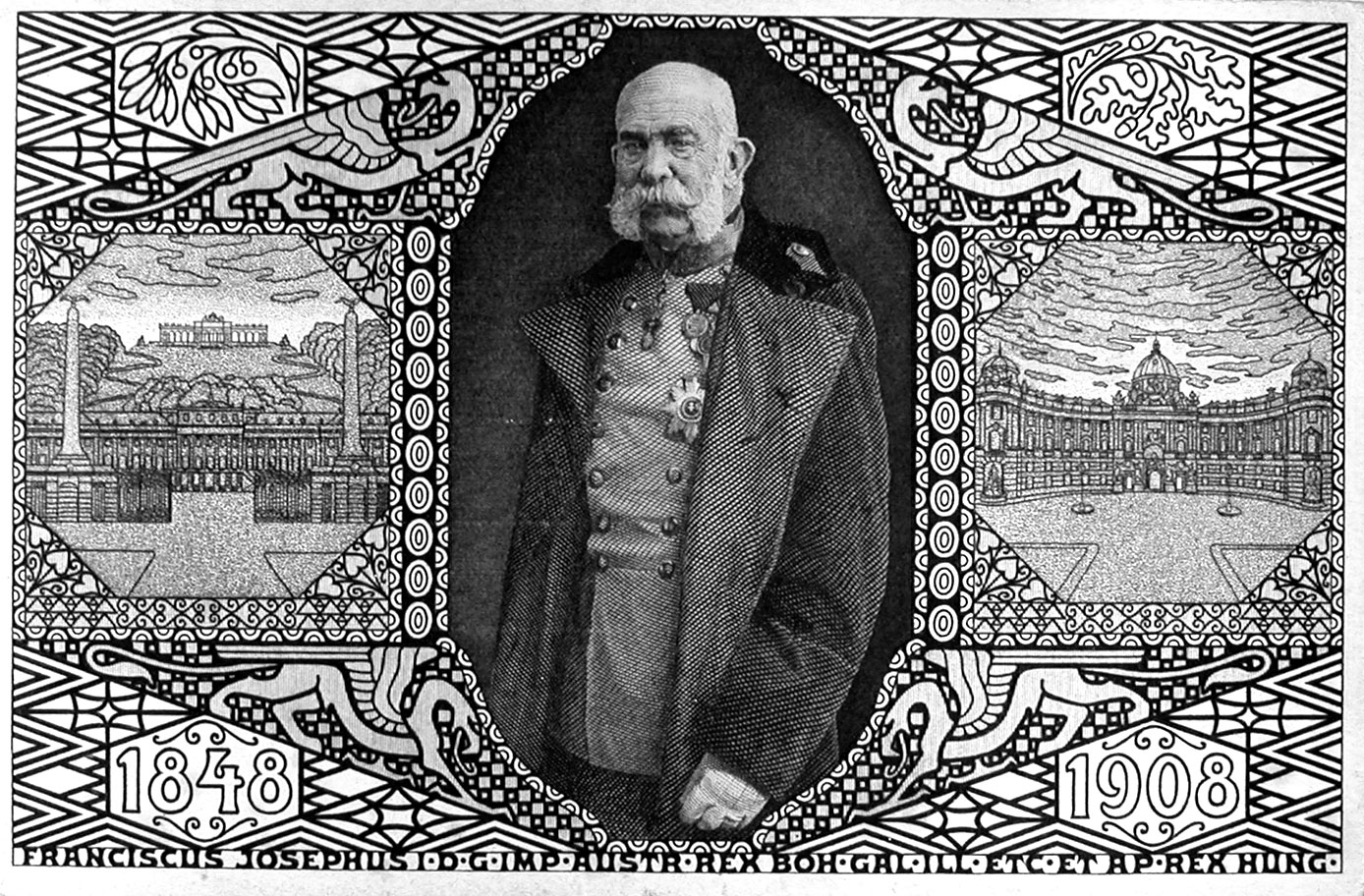
Kaiser Franz Joseph 1848–1908 (mit Schönbrunn und Hofburg) / entworfen: Kolo Moser, gestochen: F. Schirnböck

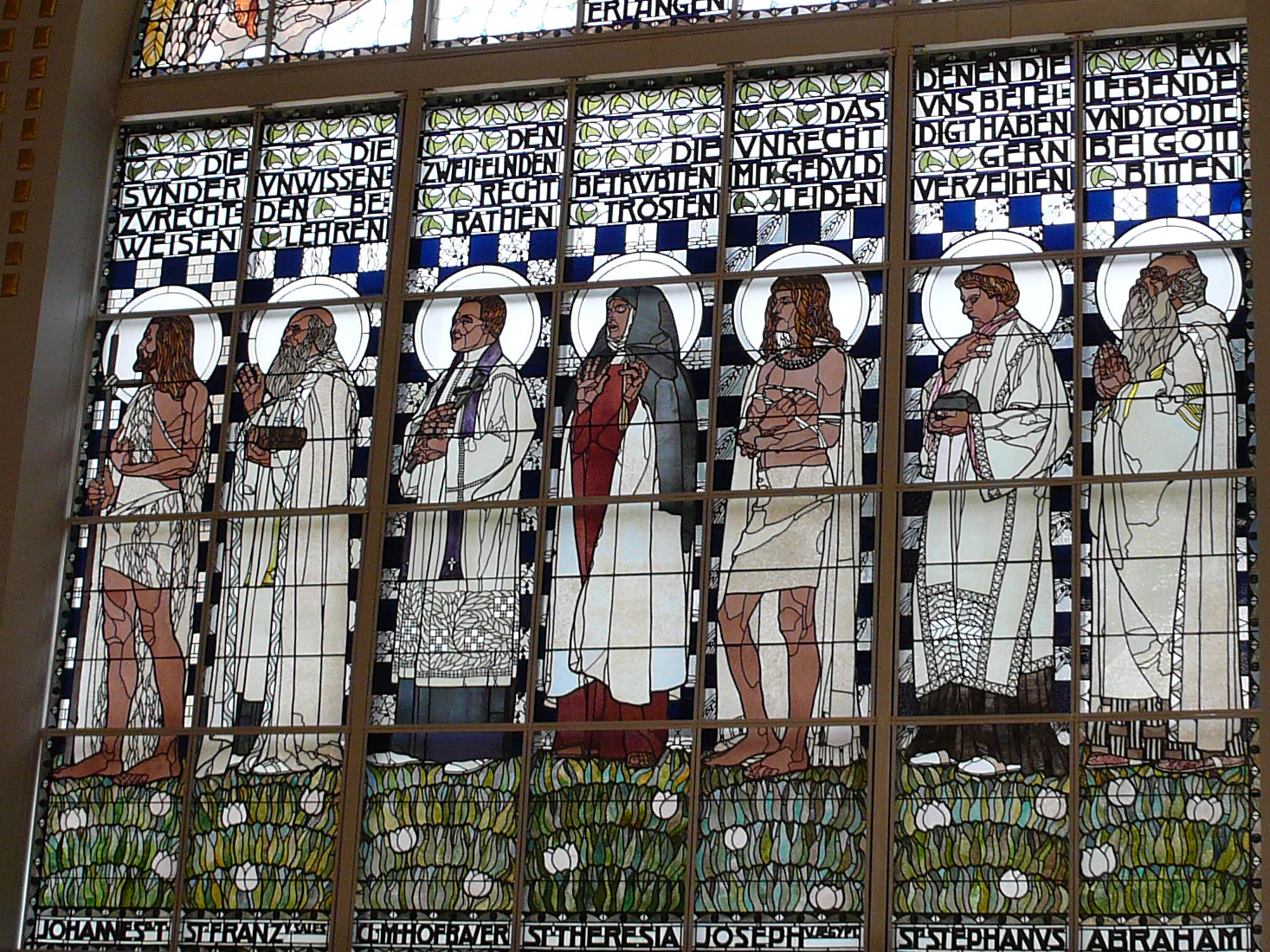
Kirche am Steinhof, Glasfenster, Ausschnitt

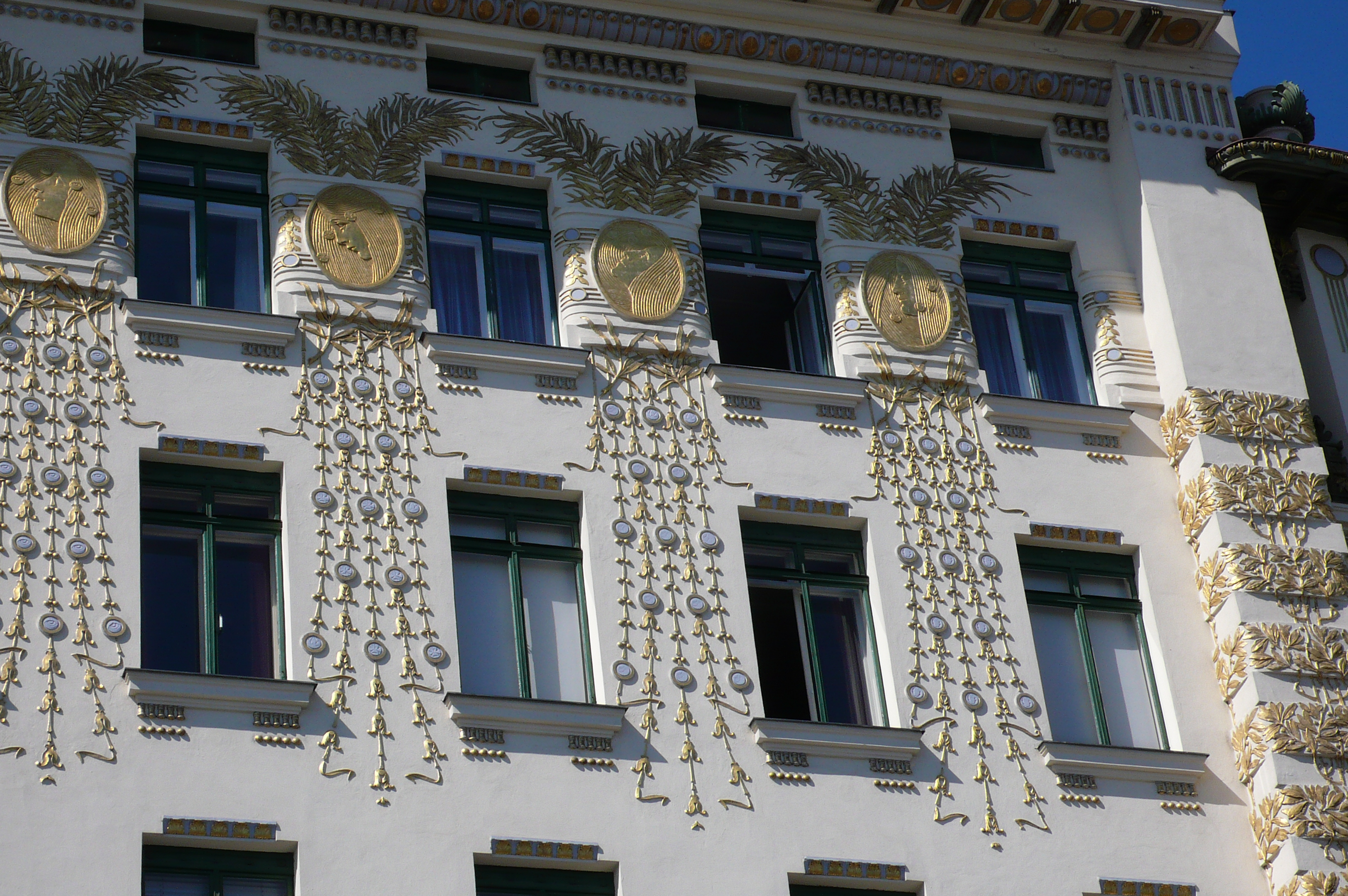
Wienzeile 38 (Otto Wagner); Dekor von Koloman Moser

Kolo Moser war einer der bedeutendsten Künstler in Wien um die Wende vom 19. zum 20. Jahrhundert. Er zählt zu den führenden Vertretern des Jugendstils. Seine Malerei war zunächst vom Impressionismus geprägt, später stand er aber ganz unter dem Einfluss von Ferdinand Hodler. Besonders vielfältig war Mosers Tätigkeit als Kunstgewerbler. Auf diesem Gebiet hat er durch seine dekorativen und geistreichen flächigen Entwürfe besonders Wichtiges geleistet. Aber es war ihm auch eine spielerische Phantasie zu eigen, wie sie zum Beispiel in marmorierten Papieren erkennbar wird, in denen er gemeinsam mit Josef Hoffmann und Leopold Stolba im Sinne der Klecksographie die Gestalten von Echsen und Schildkröten entdeckte oder versteckte, so dass Zufall und Phantasie ein besonderes Spiel entfalten.
Die größte öffentliche Moser-Sammlung, darunter eine große Anzahl an Gemälden und Kunsthandwerk, befindet sich im Wiener Leopold Museum im Museumsquartier; ein Großteil davon wird in der Dauerausstellung „Wien 1900“ permanent gezeigt. Ferner besitzt die Bibliothek und Kunstblättersammlung des Museums für angewandte Kunst (Wien) rund 700 Zeichnungen des bedeutenden Jugendstilkünstlers, deren Bestand 2008 in einer Datenbank erfasst und mit den Informationen aus den Zeitschriften „Ver Sacrum“ und „Jugendschatz deutscher Dichtung“ abgeglichen wurde.

### Malerei
- Semmeringlandschaft mit Viadukt (Zug, Kunsthaus Zug, Inv. Nr. K.G 209), 1907, Öl auf Leinwand, 100,5 × 50,5 cm
- Blick auf die Rax (Wien, Leopold Museum, Inv. Nr. 687), Öl auf Leinwand
- Gelbes Haus vor Berg (Wien, Leopold Museum, Inv. Nr. 577), Öl auf Leinwand
- Ringelblumen (Wien, Leopold Museum, Inv. Nr. 151), Öl auf Leinwand
- Mädchen mit Halskette (Wien, Leopold Museum, Inv. Nr. 150), Öl auf Leinwand
- Primeln im Korb (Wien, Leopold Museum, Inv. Nr. 580), Öl auf Leinwand
- Kapuzinerkresse (Privatbesitz), 1910, Öl auf Leinwand
- Blühender Baum im Garten (Privatbesitz), 1910, Öl auf Leinwand, 50,5 × 50,5 cm
- Blumenstock und Keramikkrug (Wien, Leopold Museum, Inv. Nr. 579), 1912, Öl auf Leinwand, 50 × 50 cm
- Weiblicher Rückenakt (Wien, Leopold Museum, Inv. Nr. 581), 1912/14, Öl auf Leinwand
- Die Rax (Wien, Leopold Museum, Inv. Nr. 96), um 1913, Öl auf Leinwand
- Wolfgangsee mit hohem Horizont (Wien, Leopold Museum, Inv. Nr. 89), um 1913, Öl auf Leinwand
- Wolfgangsee mit tiefem Horizont (Wien, Leopold Museum, Inv. Nr. 90), um 1913, Öl auf Leinwand
- Der Liebestrank – Tristan und Isolde (Privatbesitz), 1913/15, Öl auf Leinwand
- Venus in der Grotte – Studie (Wien, Leopold Museum, Inv. Nr. 583), 1914/15, Öl auf Leinwand, 75,5 × 62,7 cm
- Venus in der Grotte (Wien, Leopold Museum, Inv. Nr. 1999), Öl auf Leinwand
- Wotan und Brünhilde (Wien, Leopold Museum, Inv. Nr. 585), 1914/15, Öl auf Leinwand, 50,2 × 75,3 cm
- Der Wanderer (Wien, Leopold Museum, Inv. Nr. 584), 1914/15, Öl auf Leinwand, 75,5 × 62,5 cm
- Kastanienblüten (Wien, Leopold Museum, Inv. Nr. 631), 1915/16, Öl auf Leinwand
- Judith und Holofernes (Wien, Leopold Museum, Inv. Nr. 578), 1916, Öl auf Karton

### Grafik
- Moser arbeitete an den Zeitschriften Ver Sacrum, Wiener Mode und Meggendorfers Humoristischen Blättern mit.
- 1906 entwarf er die österreichische Briefmarkenausgabe für Bosnien-Herzegowina (auch  1912) und 1908 die Kaiser-Franz-Joseph-Jubiläumsbriefmarkenausgabe anlässlich des diamantenen Regierungsjubiläums von Kaiser Franz Joseph, ferner die österreichisch-ungarischen Militärbriefmarken von 1915 sowie die ersten Briefmarken für Liechtenstein (1912–1918).
- Buchillustrationen
- 100-Kronen-Banknote, ausgegeben 1910
- Plakate
- Jubiläumspostkarte für Kaiser Franz Joseph I., 1908 (gestochen von Ferdinand Schirnböck)

### Kunsthandwerk
- Modeentwürfe
- Glasservice für die Firma Bakalowits
- Lampen und Möbelentwürfe für die Wiener Werkstätte, z. B. die Möbelserie Der reiche Fischzug.
- Glasfenster für das Gebäude der Wiener Secession Die Kunst (im Zweiten Weltkrieg zerstört)
- Hochaltar und Glasfenster für die von Otto Wagner erbaute Kirche am Steinhof, 1904–1905 digi.ub.uni-heidelberg.de
- Entwurf für das Engelsfenster in der Otto Wagner-Kirche am Steinhof (Wien, Leopold Museum, Inv.Nr. 5270), 1905, Gouache auf Papier
- Dekorationen am Haus Linke Wienzeile 38 von Otto Wagner
- Bühnendekorationen für Dramen und Opern
- Glasfenster für das „Narodni dom“ Gebäude in Triest